# Varošluk
Varošluk je naseljeno mjesto u općini Travnik, Federacija Bosne i Hercegovine, BiH.

## Povijest
Naseljena još u starom vijeku. U Varošluku su pronađeni ostatci dvojne kasnoantičke bazilike koja datira iz razdoblja između 4. i 6. stoljeća. Pretpostavlja se da je podignuta na temeljima još starijeg objekta iz rimskog doba, vjerojatno rimske vile. Bazilike je karakteristična što se sastoji od dvije crkve, sjeverne i južne. Južna se nalazi ispod ceste Travnik – Donji Vakuf. Iskopani su samo ostatci sjeverne crkve. Pronađeni su i drugi dokazi koji svjedoče o dugoj povijesti ovog kraja. Nađeni su pri čišćenju unutrašnjosti fragmenti keramike, ulomak staklene posudice u jednoj od grobnica, grobnice na svod, ogrlice iz bizantskih radionica 5. stoljeća s 18 medaljona i križem. 
Arheološko područje – ostatci rimskog naselja, kasnoantičke bazilike i grobnice na Crkvini u Varošluku, Turbe, proglašava se nacionalnim spomenikom Bosne i Hercegovine

## Stanovništvo

### 1991.
Nacionalni sastav stanovništva 1991. godine, bio je sljedeći:
ukupno: 736
- Srbi - 648
- Hrvati - 50
- Muslimani - 23
- Jugoslaveni - 5
- ostali, neopredijeljeni i nepoznato - 10

### 2013.
Nacionalni sastav stanovništva 2013. godine, bio je sljedeći:
ukupno: 693
- Bošnjaci - 616
- Hrvati - 12
- Srbi - 1
- ostali, neopredijeljeni i nepoznato - 64